# Волосы на голове человека

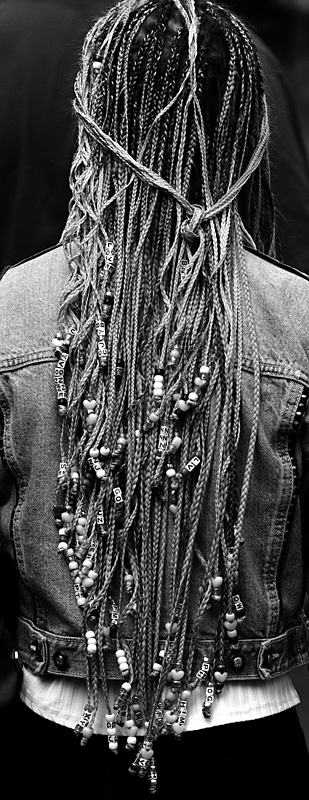
Традиционная «этническая» причёска. Особым образом заплетённые волосы могут быть признаком принадлежности к группе, или рассказать о взглядах их носителя.

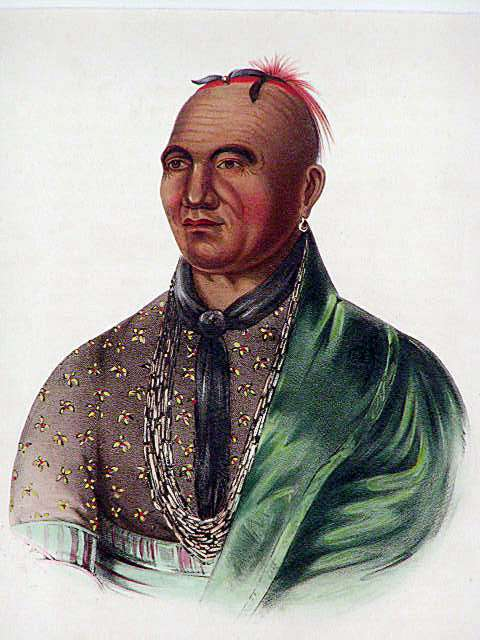
Остриженные, окрашенные или дополненные (особенно перьями птиц) волосы символизировали социальную принадлежность у многих коренных американцев (Джозеф Брант или Thayendanegea, известный как «глава шести народов» в 1806 г.)

Шевелюра (от фр. chevelure — «волосы») — волосы на голове человека, осмысляемые или воспринимаемые зрительно как единый объект в противоположность волосяному покрову тела.

## Шевелюра как символ

### Элемент интимности

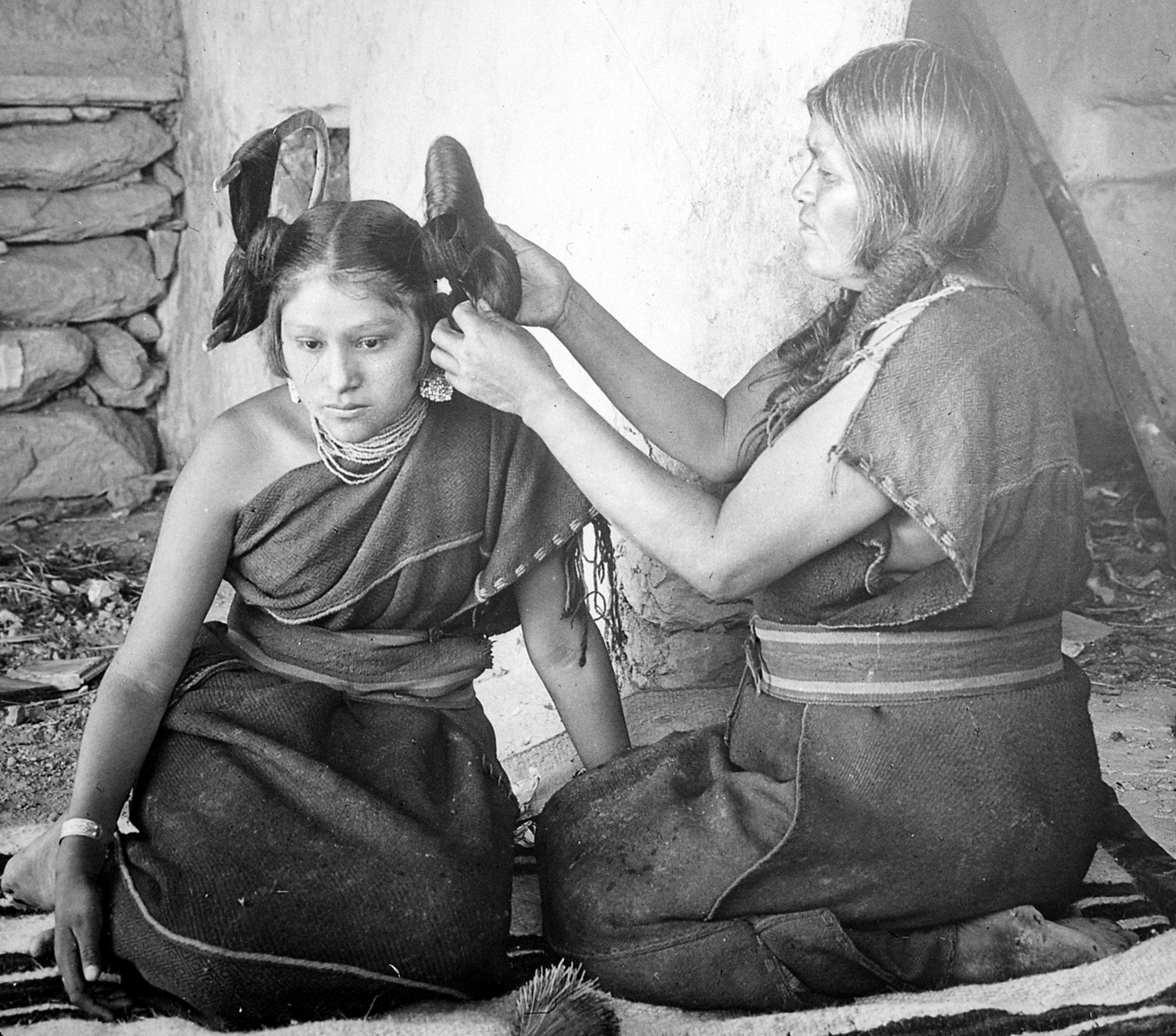
Причёска хопи в стиле молодой незамужней девушки.

Почти во всех культурах волосам придаётся особенная значимость. Они часто связаны с неприкосновенностью частной жизни, обаянием, скромностью и сексуальностью, прикосновение к шевелюре другого (расчёсывание, стрижка) является признаком близкой привязанности.
Согласно традиционной иудейской и христианской традиции длинные волосы женщины — честь для семьи. Также непременное покрытие волос платком замужней женщины было в России до начала XX века нормой, замужняя женщина с распущенными волосами «постыжала мужа», подобное поведение считалось неприличным. До сих пор при входе в православный храм любая женщина должна надеть платок, мужчина, напротив, снять головной убор (основано на установлении Библии: 1Кор. 11,3-16).
Когда индейцы хопи заключали традиционный брак, то будущие супруги должны были погрузить свои длинные волосы в очистительную пену Юка, затем сплести их в одной косе, что символизировало неразрывность союза.

## Выражения, связанные с волосами
- «Волосы встали дыбом» — крайняя степень ужаса или потрясения.
- «Волосы на себе рвать» — крайняя степень отчаяния и ярости.
- «Распущенность» — неприличное поведение.
- «Опростоволоситься» — попасть впросак.
- «Ни один волос(ок) не упадёт с (его) головы» — библейское выражение (1Цар. 14:45; 2Цар. 14:11; 3Цар. 1:52; Лк. 21:18) о том, кто будет в полной безопасности.[2]